# Der grüne Esel (Lied)
Der grüne Esel ist ein Lied der Dresdner Gruppe electra aus dem Jahr 1976, das 1980 auf der LP 3 veröffentlicht wurde.

## Geschichte
Der grüne Esel entstand in einer Phase der Band, in der sie sich nach Klassiker-Adaptionen wieder liedhafteren Stücken zuwandte. Aus der Produktionsphase, die durch Lieder wie Einmal ich, einmal du, einmal er oder Alter, Alter Dankeschön geprägt waren, stach Der grüne Esel heraus und sorgte als experimentell und „sehr exzentrisch“ vor und nach der Veröffentlichung für Kontroversen.
Die Basis für den Liedtext fand Peter Ludewig „in einer uralten Ausgabe – ein Leckerchen, 160 Jahre alt – durch Zufall“. Es handelte sich um Christian Fürchtegott Gellerts 1746 geschriebene Fabel Der grüne Esel. Kurt Demmler passte den Text an: Es fehlen Vor- und Nachrede, ersetzt wurden einzelne Wörter und Wortgruppen wie „Wärterinn“ durch „Mutter“ oder „So dacht itzt doch kein Mensch mit einer Sylb an ihn“ durch „So dacht’ doch jetzt kein Mensch noch einen Klacks an ihn“. Ludewig komponierte das Lied gemeinsam mit dem damaligen Keyboarder der Gruppe, Rainer Uebel, und übernahm den Gesang.
Das Lied wurde vom Chefproduzenten des Rundfunks der DDR nicht zur Produktion zugelassen, da es als zu experimentell galt. Textlich war es bereits zu Gellerts Zeiten eine Satire auf den Aberglauben und die Einfalt der Bürger und die Politik gewesen und auch Ludewig nannte den Text in neuer Form „ein hochpolitisches Lied“. electra nahm den Titel daher mit zwei genehmigten Liedern Mitte der 1970er-Jahre schwarz auf. Produzentin Luise Mirsch übernahm schließlich die Verantwortung für den Alleingang der Gruppe. Das Lied erschien 1976 auf der Kompilations-LP Rhythmus 76. Im Jahr 1980 kam es auf der Langspielplatte 3 von electra heraus.
Im Jahr 1976 wurde das Lied auch im Rundfunk der DDR gespielt. Der grüne Esel lief im November 1976 in der Wertungssendung DT64-Metronom des Berliner Rundfunks, die neben der Beatkiste zu den wichtigsten Wertungssendungen des DDR-Rundfunks zählte. Metronom war im Gegensatz zur Beatkiste auf Schlager und Pop spezialisiert, sodass Der grüne Esel den Hörgewohnheiten des Metronom-Publikums weitgehend fremd war. Negative Hörermeinungen wurden von den Moderatoren der Sendung normalerweise verschwiegen.

„Die Heftigkeit der an die Redaktion gerichteten Hörerbriefe [nach der Vorstellung von Der grüne Esel] veranlasste die Sendungsmacher dazu, ausnahmsweise negative Stellungsnahmen in der Sendung zu publizieren. Allerdings sprach die Redaktion explizit auch ihre Unterstützung für diese Stilrichtung der Band aus, weil sie den ‚Kunstwert‘ der DDR-Popmusik sichtbar machte …“

## Beschreibung

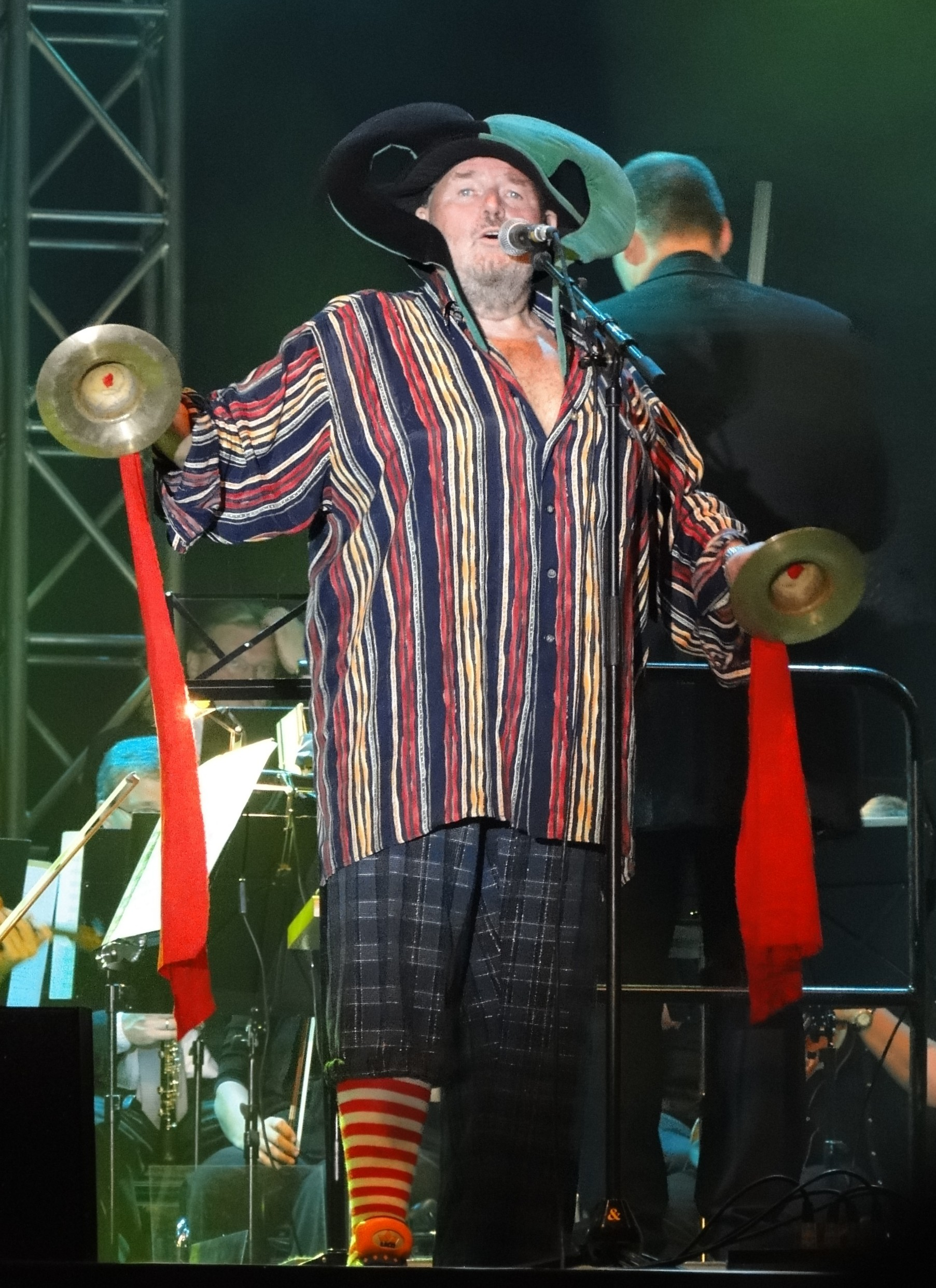
Peter Ludewig bei der Präsentation des Liedes 2009

Der grüne Esel ist ein 3:55 Minuten langer Progressive-Rock-Titel. Er handelt vom Narr Neran, der einen Esel anmalt: Der Körper wird grün bemalt und die Beine rot. Die Menschen bewundern den Esel zunächst als Sensation und das Tier sorgt für Furore. Schon nach wenigen Tagen hat sich das Interesse der Menschen jedoch in Desinteresse verwandelt.
Peter Ludewig spricht weite Teile des Textes erzählerisch ein. Den Vierzeiler beginnend mit „Die Kinder in den Schlaf zu bringen …“ singt er im Stil eines Schlafliedes. Einzelne Textzeilen geben mehrere Bandmitglieder als Chor im Sprechgesang wider.
Die Instrumentierung erfolgte durch Keyboard und Gitarre und wird auch durch Bernd Austs Querflötenspiel charakterisiert. Als Vorbild diente unter anderem der Musikstil von Jethro Tull, der Beginn des Liedes ähnelt Werken von Emerson, Lake and Palmer. Ludewig gab zudem Arnold Schönbergs Pierrot Lunaire aus dem Jahr 1912 als Inspiration für das Lied an.
Charakteristisch tritt Peter Ludewig bei der Live-Präsentation des Liedes im Narrenkostüm bzw. mit Narrenkappe auf.

## Veröffentlichungen
- 1976: Rhythmus 76 (Kompilation, LP, Amiga)
- 1980: electra – 3 (LP, Amiga)
- 1992: electra – Rock aus Deutschland – Ost (CD)
- 1996: electra – Die Hits (Sampler, CD, Amiga)
- 2002: electra – Live (CD, BuschFunk)
- 2004: electra – 35 Jahre electra, Singlehits & Raritäten (CD, Amiga)
- 2009: electra – 40 electra Klassik – Das Jubiläumskonzert (CD)